# Danh sách di sản thế giới tại Cuba
Di sản thế giới của Tổ chức Giáo dục, Khoa học và Văn hóa Liên Hợp Quốc (UNESCO) là những nơi có tầm quan trọng về văn hóa hoặc tự nhiên được mô tả theo Công ước Di sản Thế giới của UNESCO, thành lập vào năm 1972. Quốc đảo Cuba của Caribe đã chấp nhận công ước vào ngày 24 tháng 3 năm 1981, nhờ đó các di tích lịch sử của Cuba đủ điều kiện để đưa vào danh sách. Tính đến năm 2011, chín địa điểm ở Cuba đã trở thành di sản thế giới.
Cuba có địa điểm đầu tiên được đưa vào danh sách di sản tại Phiên họp thứ sáu của Ủy ban Di sản Thế giới, tổ chức tại trụ sở của UNESCO ở Paris, Pháp, vào tháng 12 năm 1982. Tại phiên họp này, La Habana Cổ một địa điểm bao gồm một phần trung tâm và cũng là một phần lịch sử Havana-thủ đô của Cuba, cùng với các pháo đài từ thời thuộc địa của Tây Ban Nha đã được ghi vào danh sách.
Danh sách di sản thế giới ở Cuba gồm nhiều địa điểm. Hai địa điểm được chọn vì ý nghĩa tự nhiên là Vườn quốc gia Alejandro de Humboldt ở tỉnh Holguín và tỉnh Guantánamo nằm ở phía đông, Vườn quốc gia Desembarco del Granma, được đặt tên theo chiếc thuyền đã chở các thành viên của Phong trào 26 tháng 7, phong trào đã bắt đầu cho sự bùng nổ Cách mạng Cuba. Các địa điểm mang ý nghĩa văn hóa lịch sử được chọn lựa bao gồm La Habana Cổ, thị xã Trinidad, và thành phố Camagüey, các địa điểm này được thành lập bởi thực dân Tây Ban Nha vào đầu thế kỷ 16. Các địa điểm khác bao gồm các vùng nông nghiệp lịch sử, các đồn điền cà phê ở phía đông nam Cuba, và khu vực trồng thuốc lá Thung lũng Viñales.

## Danh sách di sản
Dưới đây là bảng liệt kê thông tin về từng Di sản Thế giới ở Cuba:
- Tên: như được liệt kê bởi Ủy ban Di sản thế giới.
- Vùng: trong số 15 tỉnh của Cuba.1
- Thời kỳ: khoảng thời gian có ý nghĩa, điển hình là xây dựng.
- Dữ liệu của UNESCO: số tham chiếu của địa điểm; năm địa điểm được ghi vào Danh sách Di sản Thế giới; các tiêu chí được liệt kê trong bảng: Tiêu chí (i) đến (vi) là văn hóa, trong khi (vii) đến (x) là tự nhiên; các địa điểm đáp ứng cả hai tiêu chí được phân loại là "Di sản hỗn hợp",[11] cột sắp xếp theo năm.
- Mô tả: mô tả ngắn gọn về di sản.

| Tên                                                                | Hình ảnh | Tỉnh                           | Thời kỳ                 | Dữ liệu UNESCO       | Mô tả |
| ------------------------------------------------------------------ | --- | ------------------------------ | ----------------------- | -------------------- | --- |
| Havana Cổ và pháo đài trực thuộc                                   | Cathedral's Plaza | La Habana                      | Thế kỷ 16 tới thế kỷ 19 | 204; 1982; iv, v     | Havana được thành lập vào năm 1519 bởi thực dân Tây Ban Nha, nơi đây được phát triển để trở thành một trong những trung tâm đóng tàu chính của vùng biển Caribbean vào thế kỷ 17. Thành phố cổ được xây dựng theo kiến trúc Baroque và kiến trúc Tân cổ điển. Các địa danh lịch sử ở La Habana Cổ bao gồm Pháo đài San Carlos de la Cabaña, Nhà thờ Havana và Nhà hát lớn Havana.                                                                                 |
| Trinidad và Valle de los Ingenios                                  | A group of buildings with red roofs in the middle of green trees and hills. There is a taller building with a tower in the center. | Sancti Spíritus                | Thế kỷ 16 tới thế kỷ 19 | 460; 1988; iv, v     | Thành phố Trinidad được thành lập vào đầu thế kỷ 16. Năm 1518, Hernán Cortés bắt đầu cuộc thám hiểm chinh phục Mexico từ cảng ở Trinidad. Thành phố phát triển thịnh vượng trong suốt thời kỳ thuộc địa phần lớn nhờ vào sự thành công của ngành công nghiệp đường. Valle de los Ingenios liền kề là nơi khởi đầu của ngành công nghiệp đường Cuba, xuất hiện vào thế kỷ 18. Đây là nơi có nhiều nhà máy đường mía, các trang trại gia súc và đồn điền thuốc lá.  |
| Lâu đài San Pedro de la Roca, Santiago de Cuba                     | A series of walls made of stone sit on a hill that is above water.                                                                 | Santiago de Cuba               | Thế kỷ 17               | 841; 1997; iv; v     | Một pháo đài lớn được xây dựng để bảo vệ hải cảng quan trọng Santiago de Cuba. Thiết kế của pháo đài dựa trên kiến trúc của Ý thời Phục Hưng. Tổ hợp nhà kho đạn dược, các góc phòng thủ pháo đài trang bị pháo là một trong những công trình quân sự Mỹ-Tây Ban Nha nguyên vẹn và được bảo tồn tốt nhất. |
| Vườn quốc gia Desembarco del Granma                                | | Granma                         | -                       | 889; 1999; vii, viii | Công viên quốc gia được đặt tên theo chiếc du thuyền chở Fidel Castro, Raúl Castro, Che Guevara và 79 thành viên khác của Phong trào 26 tháng 7 cập bến Cuba để lật đổ Fulgencio Batista. Công viên có địa hình đá vôi phong hóa độc đáo với các đặc điểm như ruộng bậc thang, vách đá và thác nước. |
| Thung lũng Viñales                                                 | There is a field with tall grass and trees and a small wooden hut in the front, and steep cliffs in the back.                      | Pinar del Río                  | Thế kỷ 19               | 840; 1999; iv        | Viñales được thành lập vào năm 1875 sau khi có sự mở rộng vùng canh tác thuốc lá ở thung lũng xung quanh. Thung lũng có địa hình đá vôi phong hóa, kiến trúc bản địa và phương pháp canh tác truyền thống. Thung lũng cũng là nơi diễn ra nhiều cuộc giao chiến quân sự khác nhau trong Chiến tranh giành độc lập và Cách mạng Cuba. |
| Thắng cảnh khảo cổ nơi trồng cà phê đầu tiên ở vùng đông nam Cuba. | | Santiago de Cuba và Guantánamo | Thế kỷ 19 đến thế kỷ 20 | 1008; 2000; iii, iv  | Trong thế kỷ 19 và đầu thế kỷ 20, miền đông Cuba chủ yếu trồng cà phê. Những vết tích các đồn điền cho thấy rõ các kỹ thuật được sử dụng canh tác trong địa hình khó khăn, cũng như ý nghĩa kinh tế và xã hội của hệ thống đồn điền ở Cuba nói riêng và vùng Caribe nói chung. |
| Vườn quốc gia Alejandro de Humboldt                                | Tall green trees and hills are on both sides of a river in the center.                                                             | Holguín và Guantánamo          | -                       | 839; 2001; ix, x     | Nhiều con sông bắt nguồn từ độ cao khá lớn và là những con sông lớn nhất của vùng Caribe. Công viên phơi bày hàng loạt kiểu địa chất. Nó chứa nhiều loài sinh vật, bao gồm 16 trong số 28 loài thực vật đặc hữu của Cuba, cũng như các loài động vật có nguy cơ tuyệt chủng như Solenodon cubanus. |
| Trung tâm lịch sử Cienfuegos                                       | A building with yellow walls has two towers of different heights with round red roofs. There are bells in the tallest tower.       | Cienfuegos                     | Thế kỷ 19               | 1202; 2005; ii, v    | Cienfuegos được thành lập vào năm 1819 với quy chế là thuộc địa của Tây Ban Nha, mặc dù cư dân đầu tiên của nó là người nhập cư Pháp. Nó trở thành một trung tâm thương mại mía đường, thuốc lá và cà phê vì vị trí của nó nằm trên vịnh Cienfuegos. Do được thành lập muộn hơn trong thời kỳ thuộc địa, yếu tố kiến trúc có nhiều ảnh hưởng hiện đại hơn: bao gồm quy hoạch đô thị.                                                                              |
| Trung tâm lịch sử Camagüey                                         | There is a large stone building in the center with a tall tower. Behind are several smaller buildings with red roofs.              | Camagüey                       | Thế kỷ 16               | 1270; 2008; iv, v    | Camagüey là một trong bảy ngôi làng đầu tiên được người Tây Ban Nha thành lập ở Cuba, và được định cư lần đầu tiên vào năm 1528. Điều bất thường của thành phố này là sự khác biệt trong việc bố trí xây dựng, giống như hầu hết các khu định cư Tây Ban Nha khác. Phong cách giống như mê cung này bị ảnh hưởng bởi các ý tưởng châu Âu thời trung cổ, cùng với các phương pháp xây dựng truyền thống của các thợ xây và công nhân xây dựng nhập cư lúc ban đầu. |

## Danh sách dự kiến
Ngoài các địa điểm được ghi trong danh sách Di sản Thế giới, các quốc gia thành viên thiết lập một danh sách các địa điểm dự kiến mà họ có thể xem xét để đề cử. Đề cử cho danh sách Di sản Thế giới chỉ được chấp nhận nếu địa điểm đó ban đầu được liệt kê trong danh sách dự kiến. Tính đến năm 2011, Cuba đã liệt kê ba địa điểm trong danh sách dự kiến của họ:
| Tên                                                 | Hình | Tỉnh | Thời kỳ   | Dữ liệu UNESCO          | Mô tả |
| --------------------------------------------------- | ---- | --- | --------- | ----------------------- | --- |
| Đầm lầy Zapata                                      |      | Matanzas | N/A       | vii ix x (thiên nhiên)  | Công viên được liệt kê là Khu dự trữ sinh quyển có nhiều cảnh quan và chủng loài, bao gồm rừng ngập mặn và rạn san hô trải dài. |
| Trường nghệ thuật quốc gia Cuba                     |      | La Habana | Thế kỷ 20 | i ii iii iv v (văn hóa) | Trường nghệ thuật quốc gia Cuba: được thành lập năm 1962 để đào tạo nghệ sĩ về nghệ thuật tạo hình chất dẻo, âm nhạc, múa ba lê, kịch, múa hiện đại và dân gian. Kiến trúc mang phong cách đương đại của Cuba đặc biệt bởi việc sử dụng gạch thay cho xi măng vốn khan hiếm vào thời điểm đó. |
| Hệ thống rạn san hô của vùng biển Cuba thuộc Caribe |      | Pinar del Río, Artemisa, La Habana, Mayabeque, Matanzas, Cienfuegos, Villa Clara, Sancti Spíritus, Ciego de Ávila, Camagüey | N/A       | vii x (thiên nhiên)     | Hệ thống rạn san hô của vùng biển Cuba thuộc Caribe: Khu vực này bao gồm các phần khác nhau của rạn san hô trên bờ biển phía nam, đặc biệt tập trung ở quần đảo Canarreos và Jardines de la Reina. Khu vực này trải dài từ bán đảo Guanahacabibes ở điểm cực tây của Cuba đến Jardines de la Reina ở phía đông nam. Tổng cộng hệ thống dài 800 km (500 mi) và bao gồm chín địa điểm được bảo vệ khác nhau. |